# Tribo de Jah
Tribo de Jah é uma banda de reggae brasileira que foi formada em 1986 na cidade de São Luís, Maranhão, por Fauzi Beydoun, que mantinha um programa de reggae de grande sucesso em uma rádio da capital, e na época, era um executivo de uma multinacional recém-chegado da Costa do Marfim na África.
A capital do Maranhão, São Luís, devido ao movimento reggae difundido pela Tribo de Jah é conhecida como a Jamaica brasileira.

## Biografia

### História
Com a intenção de comprar o equipamento para montar uma banda, chegou ao dono da banda de baile “Banda Reflexo”, na qual os músicos que ainda hoje o acompanham, lá trabalhavam como músicos contratados, tocando nos bailes da capital São Luís e em cidades próximas. Executavam um repertório que abrangia todos os ritmos de sucesso da época, como reggae, lambada, dance, serestas, merengues. A banda tinha como sua característica inicial peculiar a presença de cinco músicos deficientes visuais, quatro cegos e um com visão parcial (apenas em um olho), que se conheceram ainda meninos, na Escola de Cegos do Maranhão e despertaram para a música utilizando-se de instrumentos velhos da escola (um piano do qual faltavam algumas teclas, um violão também sem uma ou outra corda e o baterista utilizava-se da escrivaninha da escola para marcar o ritmo) combinaram que seguiriam juntos no projeto da formação da banda de reggae.
Além dos shows no exterior, a banda gravou o seu CD In Version em Interlaken, na Suíça; o CD Reggae’n Blue's em San Diego, na Califórnia, com a participação dos músicos que acompanharam Peter Tosh, como o baixista Geroge Fullwood, o baterista Santa Davis, o guitarrista Tony Chin, entre outros. Gravaram também um CD todo em inglês para o mercado externo intitulado Love to the World, Peace to the People. O último DVD, de 2008, gravado em Belém, teve sua canção principal e título do trabalho, “Live in Amazon”, um apelo global para questão ecológica: “Cease the fire in the forest or we all shall burn" ("Cessem o fogo na floresta ou vamos todos nos queimar”). Esta faixa trouxe a participação do cantor jamaicano Clinton Fearon, ex-Gladiators.
Já o último CD, intitulado de Pedra de Salão, lançado em 2014, fez uma reimersão na essência da cultura reggae do Maranhão como uma volta a sua origem, tentando resgatar essa cultura para os seus fãs de todo o mundo.
Em 2018, a banda foi homenageada no Museu do Reggae do Maranhão.
Em 11 de junho de 2021, lançam o álbum Até que o bem triunfe no final, três meses após o single com a música-título, previamente apresentada em 14 de março.
Em 2023, lançam o documentário “Tribo de Jah na Rota das Emoções”, sobre pontos turísticos no Maranhão.

## Integrantes
- Fauzi Beydoun - vocalista, guitarra, compositor
- Pedro Beydoun - guitarra base e vocal
- Rafael Senegal - teclado
- Aquiles Rabelo - baixo
- João Rodrigues - bateria
- Neto Enes - guitarra

## Discografia
- Regueiros Guerreiros - 1992 (LP)
- Roots Reggae - 1995
- Ruínas da Babilônia - 1996
- Reggae'n Blues (solo de Fauzi Beydoun) - 1997
- Reggae na Estrada - 1998
- 2000 Anos Ao Vivo - 1999
- Além do Véu de Maya - 2000
- Essencial - 2001
- A Bob Marley - 2001
- Ao Vivo 15 Anos - 2002
- Guerreiros da Tribo - 2003
- In Version - 2004
- The Babylon Inside - 2006
- Love to the World, Peace to the People - 2007
- Refazendo - 2008
- DVD Live in Amazon - 2009
- Pedra de Salão – 2014
- Confissões de um velho regueiro - 2016
- Até Que o Bem Triunfe No Final - 2021[8]

DVDs
- Ao Vivo 15 Anos - 2002
- DVD Live in Amazon - 2009